# ペドロ・ミゲル・エチェニケ
ペドロ・ミゲル・エチェニケ・ランディリバル（バスク語: Pedro Miguel Etxenike Landiribar, 1950年6月8日 - ）は、スペイン・ナバーラ県イサバ出身の物理学者。スペイン語ではEcheniqueと表記される。専門は固体物理学。

## 経歴
1950年にナバーラ県イサバに生まれ、1972年にナバーラ大学で物理学を専攻して卒業した。1973年には特別学位賞と研究修了賞を授与されている。1976年にはイギリスのケンブリッジ大学で物理学のPh.D.を、1977年にはバルセロナ自治大学で物理学の博士号を取得した。1978年にはバルセロナ自治大学から特別学位賞を授与されている。
なお、1998年にはケンブリッジ大学で理学の博士号を取得した。スペインのマドリード・コンプルテンセ大学とバリャドリッド大学とナバーラ州立大学、フィンランドのアールト大学、ドミニカ共和国のサント・ドミンゴ自治大学から名誉博士号を授与されている。
1976年からアメリカ合衆国テネシー州にあるオークリッジ国立研究所のコンサルタントや客員研究員を務めている。また、デンマークのコペンハーゲン大学ニールス・ボーア研究所の特別研究員でもあった。その後はバルセロナ大学の固体物理学の教授となり、1980年から1983年はバスク州政府の教育大臣であった。その後はケンブリッジ大学キャヴェンディッシュ研究所の客員教授となり、バスク大学の物性物理学の教授となった。
1999年には新たに設立されたドノスティア国際物理学センター(DIPC)のセンター長となり、2018年には名のサイエンス共同研究センターの理事長となった。2007年から2012年には、バスク科学芸術アカデミー（ハキウンデ）の会長を務め、後に名誉会長となった。エチェニケはまたエウスカンプス財団の副代表を務めている。ベルギー王立科学芸術アカデミーの外国人会員であり、アメリカ物理学会やアメリカ科学振興協会のフェローでもある。2012年からはアストゥリアス皇太子賞学術・技術研究部門の審査委員長を務めている。

## 受賞
- 1990年 アメリカ物理学会フェロー[7]
- 1998年 ユニバーサル・バスク賞
- 1998年 アストゥリアス皇太子賞学術・技術研究部門[8]
- 1998年 マックス・プランク研究賞
- 2002年 スペイン王立物理学会ゴールドメダル[9]
- 2005年 ブラス・カブレラ研究国民賞[10]
- 2014年 スペイン王立科学アカデミー（英語版）会員[2]